# Kloster Melleray
Das Kloster Melleray (lat. Mellerium / Abbatia B. M. de Melleario; frz. Abbaye Notre-Dame de Melleray, früher auch La Meilleraie) war eine Zisterzienserabtei (von 1817 bis 2017 der strengeren Observanz) in der Gemeinde La Meilleraye-de-Bretagne im Département Loire-Atlantique, Region Pays de la Loire in Frankreich, rund 21 km südlich von Châteaubriant am Rand des Walds von Ancenis.

## Geschichte
Das Kloster wurde 1145 von Foulques, dem Abt von Kloster Pontron, einer Tochter von Kloster Le Loroux, auf von Alain de Moisdon gestiftetem Gelände gegründet und gehörte damit der Filiation von Kloster Cîteaux an. Es erhielt eine reiche Ausstattung von den Herren von Rougé, den Baronen von Ancenis und von Châteaubriant und der Herzogin Konstanze von der Bretagne. Die Kirche wurde bis 1183 errichtet. 1544 fiel das kleine Kloster in Kommende. 1664 schloss sich die Abtei der strengeren Observanz an. Im 17. und 18. Jahrhundert erfolgten Restaurierungen. Die Geschichte des Klosters verlief abgesehen von der Zeit der Religionskriege im 16. Jahrhundert ungewöhnlich friedlich. 1790 zählte es noch sieben Mönche. Nach der Schließung der Klöster während der Französischen Revolution bestand das Kloster noch bis 1795 fort.
1817 wurde es von einer Gruppe von Trappisten (= Zisterzienser der Strengeren Observanz) aus Lulworth in England wieder besiedelt. Sie führten die fortschrittlichen Methoden des britischen Ackerbaus ein. 1831 wurde das Kloster wieder aufgelöst, jedoch konnte schon 1837 das Klosterleben wieder eingeführt werden. In der Folge fielen die mittelalterlichen Bauten weitgehend der Vergrößerung des Klosters zum Opfer. Dem Trappistenkloster gelangen mehrere Tochtergründungen.
Am 27. August 2015 wurden die Schließung der Abtei und die Übergabe der Gebäude an die Communauté du Chemin Neuf offiziell bekanntgegeben. Ein Jahr lang lebten und beteten dort die acht verbliebenen Trappisten sowie ein Klaustraloblate (ein die Klausur haltender Oblate) zusammen mit 20 Mitgliedern des Chemin Neuf. Dann wechselten die Mönche in das Kloster Port-du-Salut.

## Bauten und Anlage

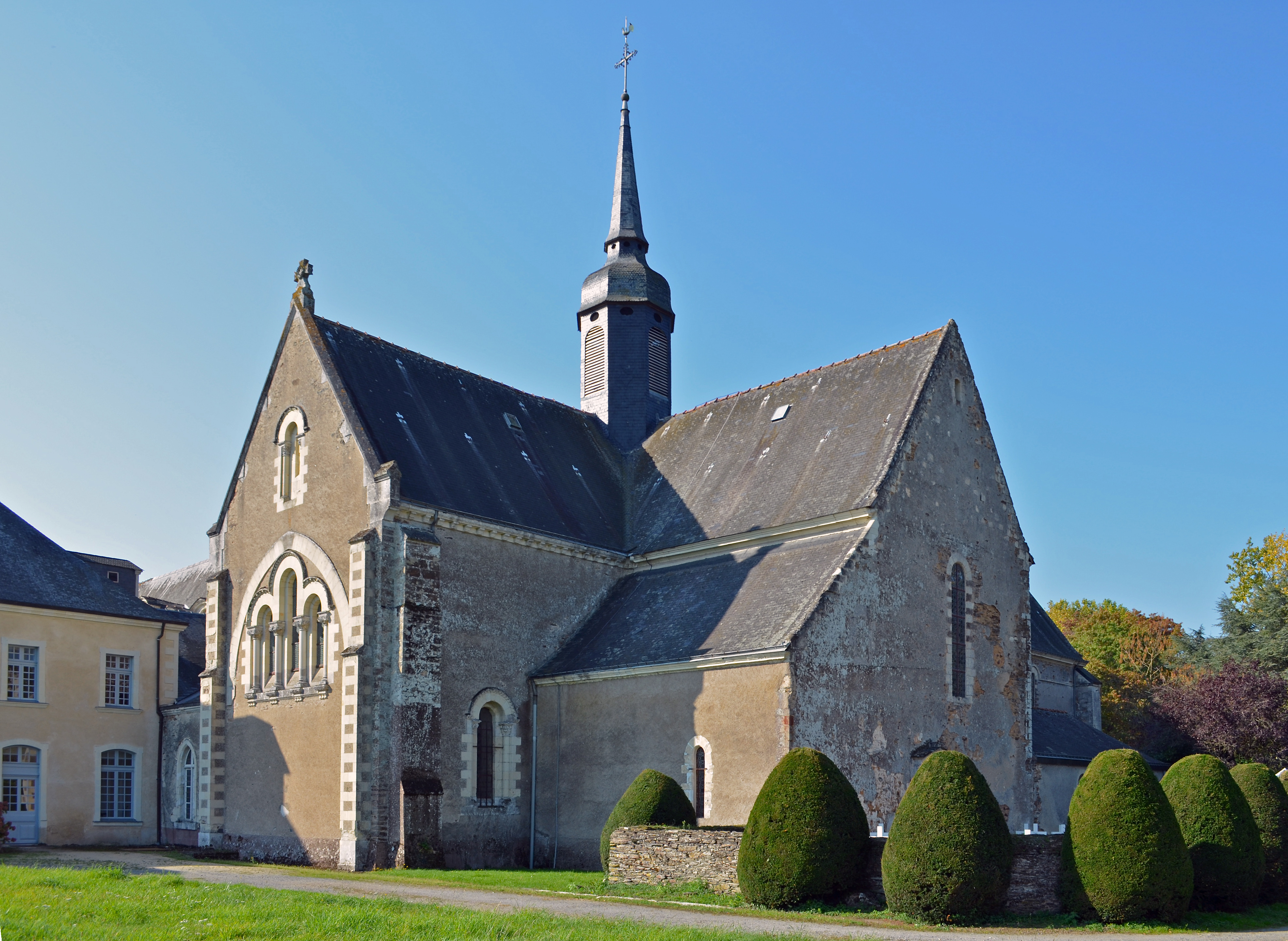
Die Abteikirche

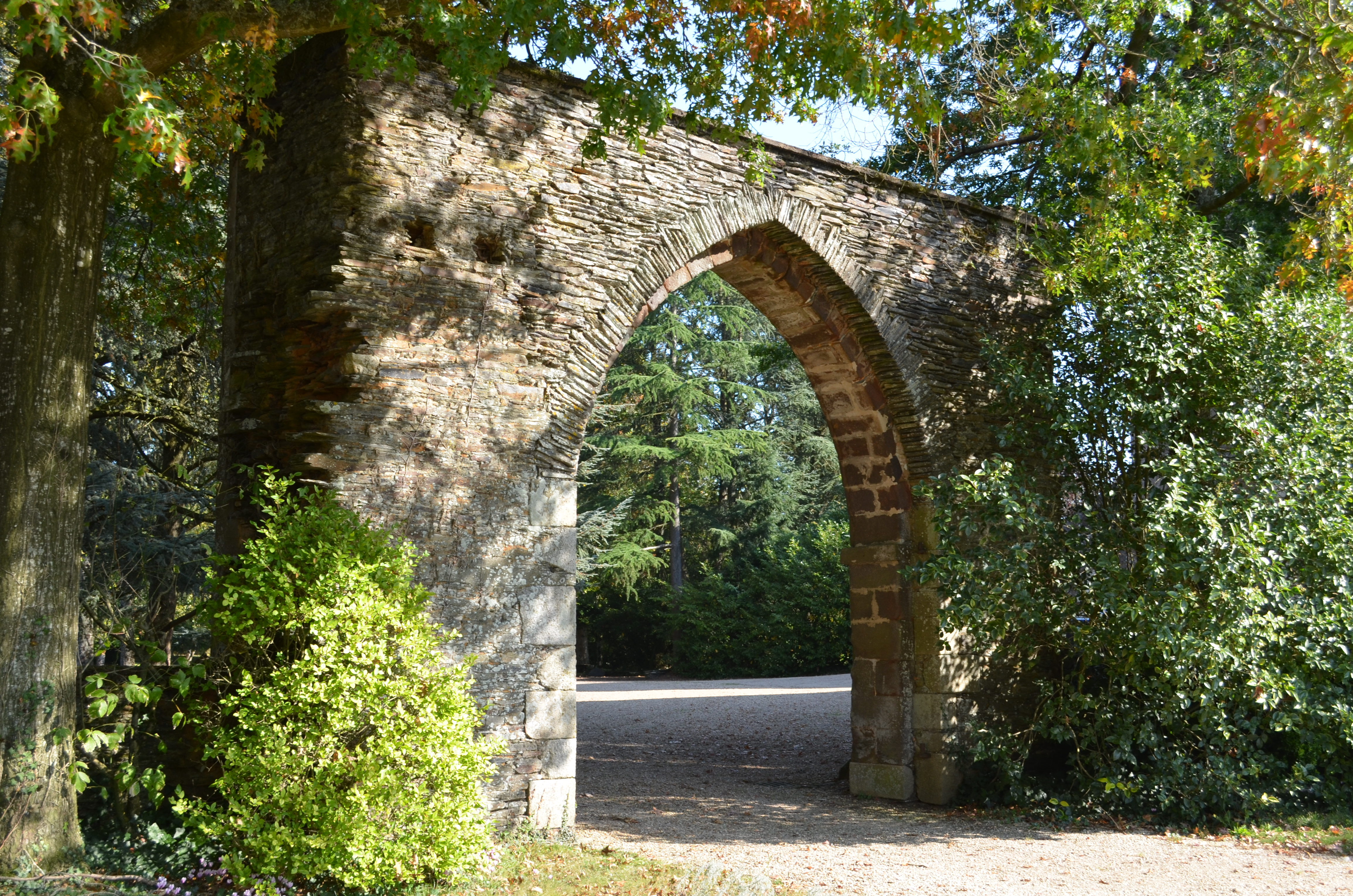
Portal der Abtei

Die 1183 geweihte Kirche in Form eines lateinischen Kreuzes mit flachem Chorabschluss und quadratischen Pfeilern, die spitzbogig geöffnete Seitenschiffsarkaden tragen, wurde 1948 wieder in den ursprünglichen Zustand zurückversetzt. Fassade und Portal stammen aus dem 15. Jahrhundert.